# Rezerwat przyrody Olszak
Rezerwat przyrody „Olszak” – leśny rezerwat przyrody znajdujący się na terenie powiatu nyskiego, w gminie Głuchołazy (województwo opolskie).
Rezerwat przyrody „Olszak” został utworzony 6 grudnia 2012 roku Zarządzeniem nr 32/12 Regionalnego Dyrektora Ochrony Środowiska w Opolu z dnia 20 listopada 2012 r. w celu zachowania ze względów naukowych i dydaktycznych dobrze wykształconych zbiorowisk leśnych: kwaśnej dąbrowy oraz jaworzyn i lasów klonowo-lipowych na stokach. Rezerwat składa się z dwóch osobnych płatów o łącznej powierzchni 23,83 ha (akt powołujący podawał 24,06 ha) i znajduje się na południowych stokach góry Olszak, w obrębie wsi Jarnołtówek i Pokrzywna, w granicach Parku Krajobrazowego Góry Opawskie i ostoi siedliskowej Natura 2000 „Góry Opawskie”.
Rezerwat w całości jest położony na gruntach w zarządzie Nadleśnictwa Prudnik i obejmuje wydzielenia leśne: 182 m, 183  a-d, zlokalizowane w leśnictwie Moszczanka, w obrębie leśnym Prudnik. Nadzór sprawuje Regionalny Dyrektor Ochrony Środowiska w Opolu. Na mocy obowiązującego planu ochrony ustanowionego w 2017 roku (z późniejszymi zmianami), obszar rezerwatu podlega ochronie ścisłej.
Walory przyrodnicze rezerwatu obejmują w szczególności cenną entomofaunę. Na terenie rezerwatu znajduje się jedyne w Polsce stanowisko ćmy Alabonia staintoniella oraz drugie w Polsce stanowisko ćmy Zanclognatha zelleralis; stanowiska te należą do najdalej wysuniętych na północ w całym zasięgu tych owadów. Na terenie rezerwatu występuje również szereg innych rzadkich gatunków motyli. Drugim z cennych zasobów przyrodniczych rezerwatu jest występowanie licznych gatunków z rzędu sieciarek, w tym Nothochrysa fulviceps i Micromus lanosus.
W bezpośrednim sąsiedztwie granic rezerwatu „Olszak” znajduje się jedna z dwóch znanych po polskiej stronie Gór Opawskich kolonii rozrodczych rzadkiego nietoperza podkowca małego (zlokalizowana na poddaszu Ośrodka Aleksandrówka w Jarnołtówku). Gatunek ten żeruje na terenach zalesionych w niewielkiej odległości od swoich dziennych schronień, więc rezerwat jest prawdopodobnie ważnym żerowiskiem tych nietoperzy.
Rezerwat „Olszak” został udostępniony do zwiedzania, biegnie tędy ścieżka dydaktyczna „Z Pokrzywnej przez Olszak, Żabie Oczko i Karolinki do Jarnołtówka” oraz niebieski szlak turystyczny z Jarnołtówka do Pokrzywnej.